# Жаковиці (Куявсько-Поморське воєводство)
Жаковиці (пол. Żakowice) — село в Польщі, у гміні Осенцини Радзейовського повіту Куявсько-Поморського воєводства.
Населення — 143 особи (2011).
У 1975-1998 роках село належало до Влоцлавського воєводства.

## Демографія
Демографічна структура станом на 31 березня 2011 року:
|          | Загалом | Допрацездатний вік | Працездатний вік | Постпрацездатний вік |
| -------- | ------- | ------------------ | ---------------- | -------------------- |
| Чоловіки | 72      | 22                 | 45               | 5                    |
| Жінки    | 71      | 16                 | 38               | 17                   |
| Разом    | 143     | 38                 | 83               | 22                   |